# Hemicephalis agenoria
Hemicephalis agenoria är en fjärilsart som beskrevs av Druce 1890. Hemicephalis agenoria ingår i släktet Hemicephalis och familjen nattflyn. Inga underarter finns listade i Catalogue of Life.